# Montignac-le-Coq
Montignac-le-Coq è un comune francese di 136 abitanti situato nel dipartimento della Charente, nella regione della Nuova Aquitania.

## Società

### Evoluzione demografica
Abitanti censiti